# استیون اچ. سایمون
استیون H. سایمون (متولد ۱۹۶۷) استاد فیزیک نظری آمریکایی در دانشگاه آکسفورد و عضو هیئت علمی کالج سامروویل، آکسفورد است. از سال ۲۰۰۰ تا ۲۰۰۸ مدیر تحقیقات فیزیک نظری در آزمایشگاه‌های بل بود. وی به دلیل کار در زمینه‌های توپولوژیک ماده، محاسبات کوانتومی توپولوژیکی و اثر کسری کوانتمی هال شناخته شده‌است. او از نویسندگان بررسی بسیار استناد شده در مورد این موضوعات است. وی همچنین مقالات زیادی در زمینه نظریه اطلاعات نوشته‌است. او نویسنده کتاب مقدماتی محبوب دربارهٔ فیزیک حالت جامداست.

## جوایز
- ۲۰۱۳ جایزه شایستگی پژوهشی انجمن سلطنتی سلطنتی ولفسون[۳]
- همکار ETS والتون 2009[۴]
- ۲۰۰۵ عضو همکار انجمن فیزیک آمریکا برای مشارکت در نظریه الکترونی با همبستگی کم بعدی و برای رهبری علمی در تحقیقات و کاربردهای روشهای فیزیکی و فیزیک متراکم شده در یک محیط صنعتی.[۵]
- ۱۹۸۹ جایزه لروی آپکر برای موفقیت برجسته کارشناسی از انجمن فیزیک آمریکا.[۶]